# La Poly Normande 2018
La Poly Normande 2018, trentottesima edizione della corsa e valevole come evento dell'UCI Europe Tour 2018 categoria 1.1, si svolse il 5 agosto 2018 su un percorso di 168,9 km, con partenza da Avranches e arrivo a Saint-Martin-de-Landelles, in Francia. La vittoria fu appannaggio del francese Pierre-Luc Périchon, il quale completò il percorso in 4h05'22", alla media di 41,08 km/h, precedendo i connazionali Pierre Gouault e Lorrenzo Manzin.
Sul traguardo di Saint-Martin-de-Landelles 96 ciclisti, su 123 partiti da Avranches, portarono a termine la competizione.

## Squadre e corridori partecipanti
| N.    | Cod. | Squadra                      |
| ----- | ---- | ---------------------------- |
| 1-7   | WVA  | WB Aqua Protect Veranclassic |
| 11-17 | WGG  | Wanty-Groupe Gobert          |
| 21-27 | SMV  | Sangemini-MG.K Vis-Vega      |
| 31-37 | MGT  | Madison Genesis              |
| 41-47 | ALM  | AG2R La Mondiale             |
| 51-57 | AUB  | St Michel-Auber 93           |
| 61-67 | COF  | Cofidis, Solutions Crédits   |
| 71-76 | DMP  | Delko Marseille Provence KTM |
| 81-87 | FST  | Team Fortuneo-Samsic         |

| N.      | Cod. | Squadra                    |
| ------- | ---- | -------------------------- |
| 91-97   | TDE  | Direct Énergie             |
| 101-107 | GFC  | Groupama-FDJ               |
| 111-117 | VCC  | Vital Concept Cycling Club |
| 121-127 | CCD  | Team Differdange Losch     |
| 131-137 | ONE  | ONE Pro Cycling            |
| 141-147 | BRT  | BEAT Cycling Club          |
| 151-157 | SVL  | Team Sauerland NRW         |
| 162-167 | HRB  | H&R Block Pro Cycling Team |
| 171-177 | RLM  | Roubaix Lille Métropole    |

## Ordine d'arrivo (Top 10)
| Pos. | Corridore           | Squadra       | Tempo    |
| ---- | ------------------- | ------------- | -------- |
| 1    | Pierre-Luc Périchon | Fortuneo      | 4h05'22" |
| 2    | Pierre Gouault      | Roubaix       | s.t.     |
| 3    | Lorrenzo Manzin     | Vital Concept | a 8"     |
| 4    | Hugo Hofstetter     | Cofidis       | s.t.     |
| 5    | Connor Swift        | Madison       | s.t.     |
| 6    | Samuel Dumoulin     | AG2R          | s.t.     |
| 7    | Kévin Van Melsen    | Wanty         | s.t.     |
| 8    | Flavien Maurelet    | Auber 93      | s.t.     |
| 9    | Clément Russo       | Fortuneo      | s.t.     |
| 10   | Jimmy Turgis        | Cofidis       | s.t.     |